# Caracal (genere)
Caracal Gray, 1843 è un genere della sottofamiglia Felinae, della famiglia Felidae. In passato era considerato un genere monotipico, al quale apparteneva la sola specie tipo: Caracal caracal, nota con il nome comune di caracal. Tuttavia, delle analisi genetiche effettuate nel 2006 hanno dimostrato che il caracal, il gatto dorato africano e il servalo sono strettamente imparentati geneticamente, e sono stati inseriti nello stesso genere. La IUCN utilizza attualmente questa classificazione per il gatto dorato africano, mentre per il serval la nuova denominazione è tuttora «sotto revisione».